# Willa di Ugo
Willa di Toscana o di Ugo (fl. XI secolo) è stata una nobile italiana.

## Biografia
Era figlia del marchese Ugo II di Toscana e dalla contessa Giuditta, membro della dinastia ottoniana-salica, forse figlia di Ottone I, duca di Carinzia Fu chiamata Willa come la nonna Willa di Tuscia.
Ella si sposò con il conte Arduino II d'Ivrea detto anche "Ardiccione", forse della famiglia degli Ubaldi di Bozzano. 
Willa di Ugo patrocinò l'istituzione di monasteri dipendenti da Montecassino, come il monastero di San Michele Arcangelo in Quiesa vicino a Massarosa (1025). Gli Ubaldi detennero lo juspatronato sull'abbazia di Quiesa fino al 1476, ben oltre la sua soppressione nel 1406 con un breve di papa Gregorio XII dato a Lucca il 3 luglio di quell'anno.